# Yelena Kostiukóvich
Yelena o Elena Kostiukóvich (1958, Kiev, URSS) es traductora literaria profesional y ensayista. Su labor ha sido galardonada con numerosos premios literarios, como el Premio por la mejor traducción del año (1988, Rusia), Premio Zoil (1999), Premio Grinzane Cavour Moscú (2004), Premio Bancarella (cocina) (2007, Italia), Premio Literario Chiavari (2007, Italia) y Premio Nacional de Traducción (2008, Italia), Premio "Por la aportación al acercamiento de culturas" del Salone di Libri di Torino (2011, Italia), Premio Gógol en Italia (2012, Italia)
Desde 1988, Kostiukóvich colabora con diversas editoriales italianas, siendo la editora de las colecciones de literatura rusa de Bompiani (RCS Media Group), Sperling&Kupfer y Frassinelli (Grupo Mondadori). Paralelamente participa de modo activo en la promoción de la cultura rusa en Italia y de la cultura italiana en Rusia.

## Traducción y edición
Entre sus trabajos de traducción literaria al ruso se cuentan las obras de Ludovico Ariosto, Emanuele Tesauro, Giuseppe Giusti o los poemarios de Amelia Rosselli, Vittorio Magrelli, Pier Paolo Pasolini, Roberto Roversi, Rocco Scotellaro, Salvatore Quasimodo, Vittorio Sereni, etc.
Sin embargo, el auténtico reconocimiento a su labor le llega en 1988, cuando vierte al ruso El nombre de la rosa de Umberto Eco. Desde entonces, Elena Kostiukóvich es conocida como la traductora de Eco. 
Entre 1989 y 2008 enseña Literatura rusa y Traducción literaria en las universidades de Trento, Trieste y Milán. 
Como editora ha publicado numerosos libros, entre ellos «Antología de la narrativa contemporánea rusa compilada por Elena Kostiukóvich» (1988, Italia, ed. Bompiani), «Las raíces de la cultura rusa» de Dmitri Lijachov (1991, Italia, ed. Fratelli Fabbri Editore), «Cuentos e historias judías» a partir de manuscritos procedentes de los archivos del KGB (2002, Italia, ed. Bompiani) o «Cuánto vale un hombre» de Yevfrosíniya Kersnóvskaya (2009, Italia, ed. Bompiani). Cabe destacar también su trabajo de edición en el campo del libro ilustrado: «Cinco siglos de dibujo europeo» (1995, Italia, ed. Leonardo Arte), «Los tesoros de Troya» (1996, Italia, ed. Leonardo Arte), «Muraqqa se San-Petersburgo» (1996, Italia, ed. Leonardo Arte).
Asimismo, colabora como periodista en los medios L’Espresso (Italia), Panorama (Italia), Itogui (Rusia), Ezhednevny Zhurnal (Rusia), Nóvaya Model (Rusia).

## ELKOST Literary Agency
La agencia literaria fundada por Kostiukóvich hace unos diez años representa a prominentes nombres de la literatura rusa actual, Liudmila Ulítskaya y Sasha Sokolov entre ellos, administra los derechos mundiales de la herencia literaria de Iliá Erenburg, Iliá Mitrofánov o Yuri Lotman y colabora con Memorial, la asociación para la difusión de archivos documentales de inapreciable valor histórico.

## Libros
En 2006 publicó en Italia su libro intitulado Perché agli Italiani piace parlare del cibo (Sperling & Kupfer). Esta guía de la cultura y la geografía italianas interpretada en clave gastronómica ha tenido muy buena recepción en Italia y en 2007 fue galardonada con el premio Bancarella cucina. Publicado en Rusia en 2006 (EKSMO), el libro se mantiene en las primeras posiciones de las listas de ventas. En 2009 publicado por Tusquets Editores en España y por Farrar, Straus and Giroux en EUA. También ha sido publicado en Australia (Picador - Pan Macmillan), Estonia (Tanapaev), China (Wealth Press - chino tradicional, Beijing Qizhenguan Media - chino simplificado), Corea (Random House), Letonia (Janis Roze), Polonia (Albatros), Serbia (Paideia), Ucrania (Folio).
En 2013 se estrenó como novelista. Su novela Zwinger (Rusia, Corpus books) fue destacada entre los diez libros más importantes de 2013 (The Weekend, Rusia),  "El libro del mes de enero de 2014" según la prestigiosa cadena librerías Moscú y entró a formar parte de los títulos nominados a los premios literarios nacionales Natsionalni bestseller, Big Book, Booker Ruso. En 2014 la editorial Bompiani (Italia) presentó la versión italiana de la novela intitulada Sette notti (Siete noches).
En 2022 publicó Nella mente di Vladimir Putin (En la mente de Vladímir Putin), un análisis de la ideología rusa que condujo a la guerra en Ucrania. El libro ha sido traducido al alemán, húngaro, letón, y polaco.
En 2025 publicó Kyiv. Una fortezza sopra l'abisso (Kyiv. Una fortaleza sobre el abismo) con La Nave di Teseo. A través de una lente multifacética que entrelaza historia, literatura, cultura y memorias personales, el libro recorre la turbulenta historia de Kyiv, desde las invasiones mongolas hasta la devastación de la Revolución Rusa, y la actual guerra ruso-ucraniana. 